# Circus Maximus

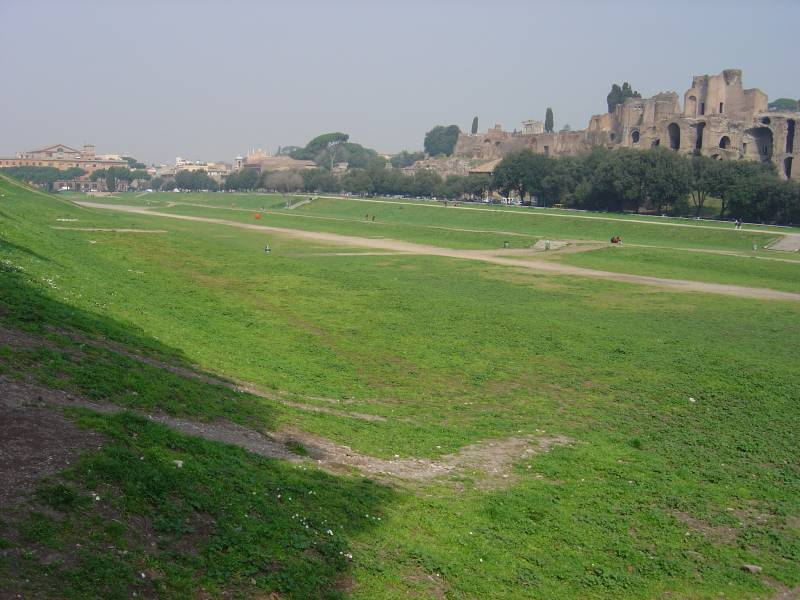
Circus Maximus, astăzi

Circus Maximus / CIRCVS MAXIMVS / („circul cel mai mare”, în italiană Circo Massimo) era un stadion roman destinat curselor cu cai, pentru amuzamentul maselor din Roma. Situat între colinele Aventine și Palatine, acesta a fost primul stadion pentru cursele de cai din Roma. Circul putea găzdui aproximativ 250.000 de oameni (cca 1/4 din populația Romei). Circul măsura 621 m în lungime și 118 m în lățime.

## Istorie

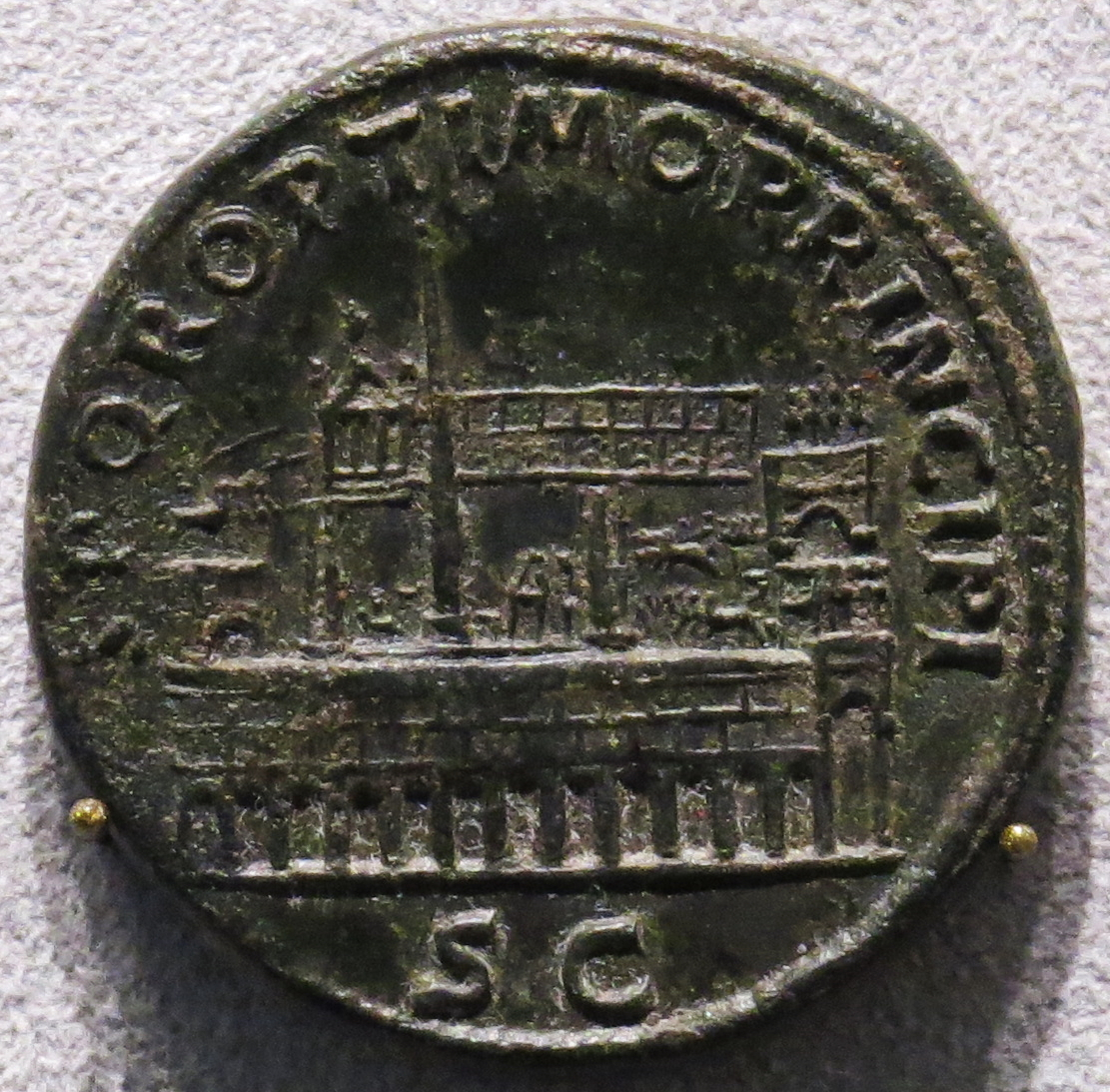
Sesterț emis sub Traian, în 103, sărbătorind restaurarea Circului Maxim: revers: circular SPQR OPTIMOPRINCIPI, în exergă: SC, în centru aspect al circului

A fost folosit pentru prima oară de către regii etrusci ai Romei. Prima versiune a acestuia a fost construită din lemn. Se crede că primele jocuri romane (Ludi Romani) au fost găzduite de Tarquinus Priscus, al V-lea rege al Romei (au fost 7 regi). Izvoarele ne spun că ultimul rege al Romei, Tarquinus Superbus, a ordonat construcția băncilor în circ.
Având în vedere dorința cetățenilor romani de distracții și spectacole Iulius Caesar a extins circul in 50 î.Hr., lățindu-l cu aproximativ 30 m, putând primi acum 270.000 de oameni (poate chiar mai mulți, unii dintre ei stând pe dealurile din apropiere).
De-a lungul întregului secol I, Circus Maximus este în lucrări de modernizare, dar și de reparații, ca urmare a distrugerilor provocate de mai multe incendii. Pe la anul 10 d.Hr., împăratul Augustus a pus să se ridice primul obelisc pe hipodrom. Acest obelisc al lui Ramses al II-lea din Heliopolis (Egipt) se află reamplasat, în prezent, în Piazza del Popolo.
Pe la mijlocul secolului I d.Hr., împăratul Claudius a fost primul care a pus să se construiască tribune de piatră. Nero a protejat spectatorii, punând să se monteze o bară rotundă și continuă de lemn, acoperită cu fildeș. În anul 64, marele incendiu din Roma s-a declanșat în micile prăvălii palatine ținând de circ. A făcut ravagii în întreg circul, iar tribunele au fost reconstruite în întregime din piatră și din marmură. În anul 81 d.Hr., Senatul a decis construirea unui arc de triumf triplu, în onoarea împăratului Titus. Mai târziu, Domițian a conectat noul său palat de pe colina Palatină cu Circul ca să poată vedea mai bine spectacolele.
Împăratul Traian a adăugat mai târziu încă 5.000 de locuri și a extins spațiul de vizionare a împăratului. În 140 d.Hr. partea superioară a circului s-a prăbușit, ceea ce a dus la moartea a 1.112 oameni. Cursele de care erau cele mai importante evenimente din Circ. Pista putea ține 12 care, cele două părți ale acesteia erau separate de o suprafata de pământ numita spina. Diferite statui ale zeilor erau construite pe aceasta, dar Augustus adăugase și un obelisc egiptean. Pe spina erau construiți delfini metalici ce se roteau. La capetele pistelor se aflau posturi de întoarcere numite meta; aici se făceau întoarceri la viteze mari.
În anul 354, după înmulțirea jocurilor (în latină ludi), la Roma, erau rezervate 109 zile pe an consacrate jocurilor, dintre care 62 de zile doar curselor de care; 20 până la 24 de curse aveau loc, în fiecare zi.
Cursele de care erau foarte periculoase provocând de obicei moartea sau rănirea celui ce conducea carul. Cursa se desfășura pe 6,5 km, iar primul ce reușea să facă 7 ture câștiga.
Circus Maximus era popular pentru că a fost primul și cel mai mare circ din Roma, dar mai existau și altele: Circus Flaminus (unde erau organizate Ludii Plebeii), Circul lui Maxentius și Circul lui Nero.
În mai 357 împăratul Constanțiu al II-lea a pus să se transporte un al doilea obelisc monolit de 33 de metri  înălțime (cel mai înalt dintre toate, cât un bloc de zece etaje): obeliscul, adus de la Karnak, tăiat din granit roz de Syena (Assuan) sub domnia lui Tutmes al IV-lea (1401 î.Hr. - 1390 î.Hr.) a fost deplasat la Roma, în 323: obeliscul de la Lateran. În 549 a avut loc ultima cursă, organizată de către Totila, după care Circus Maximus a fost abandonat și a căzut în ruină.
În cursul Evului Mediu pietrele și marmura tribunelor au fost, în mod progresiv, refolosite la construirea diferitelor biserici și palate. După Renaștere n-a mai rămas mai nimic din marea construcție.
În 1587, obeliscul adus de Constanțiu al II-lea a fost mutat. Spart în trei bucăți, a fost transportat și reasamblat, în 1588, în Piața Sf. Ioan din Lateran; obeliscul ridicat de Augustus a fost mutat, la rândul său, în Piazza del Popolo, în 1589.

## Astăzi
Din edificiu nu au mai rămas, astăzi, decât elemente de zidărie (o mică parte din tribunele din colțul de sud-est al circului) și o largă întindere care marchează întregul amplasament al monumentului. Săpături arheologice sunt în curs, în partea de sud, în scopul degajării vestigiilor tribunelor descoperite recent.
Circus Maximus rămâne, până în ziua de azi, cea mai vastă incintă sportivă pe care a avut-o lumea vreodată.
Cele două obeliscuri există și astăzi: în Piazza del Popolo, obeliscul adus de Augustus, iar în piața Sfântul Ioan din Lateran, obeliscul adus de Constanțiu al II-lea.
Valea înierbată, unde altădată se afla Circus Maximus, este folosită azi pentru mari evenimente: concerte (până la 200.000 de spectatori), adunare a suporterilor echipei de fotbal a Italiei, după victoria în Cupa Lumii la Fotbal, în 2006 (1 milion de spectatori), proiecții de cinema pe ecran uriaș, în aer liber, ș.a.m.d.
În ajunul zilei de 1 mai 2011, când a avut loc beatificarea Papei Ioan Paul al II-lea (în seara zilei de sâmbătă, 30 aprilie 2011), în Circus Maximus, a avut loc o Veghe de rugăciune de pregătire pentru beatificare. La acest eveniment, au participat peste 200.000 de persoane.
Renovarea Circului Maximus s-a încheiat. Situl arheologic își redeschide, pentru public, porțile, joi, 17 noiembrie 2016, după mai mulți ani, în care a rămas închis parțial.